# 加拿大东部
加拿大东部（英語：Eastern Canada）是加拿大的地理概念，通常也被称作东部省份或者直呼加东。包含了安大略、魁北克、新不伦瑞克、新斯科舍、爱德华王子岛省、纽芬兰和拉布拉多等地区。人口远超过加拿大西部的人口。

## 省份
- 新不伦瑞克
- 纽芬兰和拉布拉多省
- 新斯科舍
- 安大略
- 爱德华王子岛省
- 魁北克

安大略和魁北克被称为加拿大中部；新斯科舍，新不伦瑞克， 爱德华王子岛省被成为海洋三省。

## 首都及省会
加拿大首都渥太华位于安大略省和魁北克省交界处安大略一侧，其与魁北克省的加蒂諾构成了加拿大首都地区。
- 纽芬兰和拉布拉多 - 圣约翰斯
- 新斯科舍 - 哈利法克斯
- 爱德华王子岛 - 夏洛特镇
- 新不伦瑞克 - 弗雷德里克頓
- 魁北克 - 魁北克市
- 安大略 - 多伦多

## 定义

绿色部分为加拿大东部

The Canadian Press defines Eastern Canada as everything east of and including Thunder Bay, Ontario.

## 人口
加拿大东部共有两千二百五十多万人，占加拿大总人口的70%，而大多数人口集中于安大略和魁北克两省。

### 主要城市人口（2011年）
- 多伦多 - 6,254,191
- 蒙特利尔 - 3,824,221
- 渥太華-加蒂諾 - 1,451,415
- 魁北克市 - 765,706
- 哈密尔顿 - 721,053
- 基秦拿 - 477,160
- 伦敦 - 474,786
- 尼亞加拉區 - 431,346
- 哈利法克斯 - 404,807
- 温莎 - 319,246
- 圣约翰斯 - 200,966

### 各省人口（2011年）
- 安大略 - 13,551,821
- 魁北克 - 7,903,001
- 新斯科細亞 - 921,727
- 新不倫瑞克 - 751,171
- 纽芬兰和拉布拉多 - 514,536
- 爱德华王子岛省 - 140,204

## 议会席位
Eastern Canada is represented by 213 Members of Parliament (106 in Ontario, 75 in Quebec and 32 in the Atlantic Provinces) and 78 senators.